# هوفگراتن ایم بریکسنتال
هوفگراتن ایم بریکسنتال (به آلمانی: Hopfgarten im Brixental) یک منطقهٔ مسکونی در اتریش است که در کیتسبول واقع شده‌است. هوفگراتن ایم بریکسنتال ۱۶۶٫۵۵ کیلومتر مربع مساحت دارد ۶۲۲ متر بالاتر از سطح دریا واقع شده‌است.